# جوش ويست
جوش ويست (بالإنجليزية: Josh West)‏ هو مجدف بريطاني، ولد في 25 مارس 1977 في سانتا فيه في الولايات المتحدة.

## وصلات خارجية
- جوش ويست على موقع الاتحاد الدولي للتجديف (الإنجليزية)
- جوش ويست على موقع اللجنة الأولمبية الدولية (الإنجليزية)
- جوش ويست على موقع أوليمبيديا (الإنجليزية)
- جوش ويست على موقع اللجنة الأولمبية البريطانية (الإنجليزية)